# Ford Crown Victoria

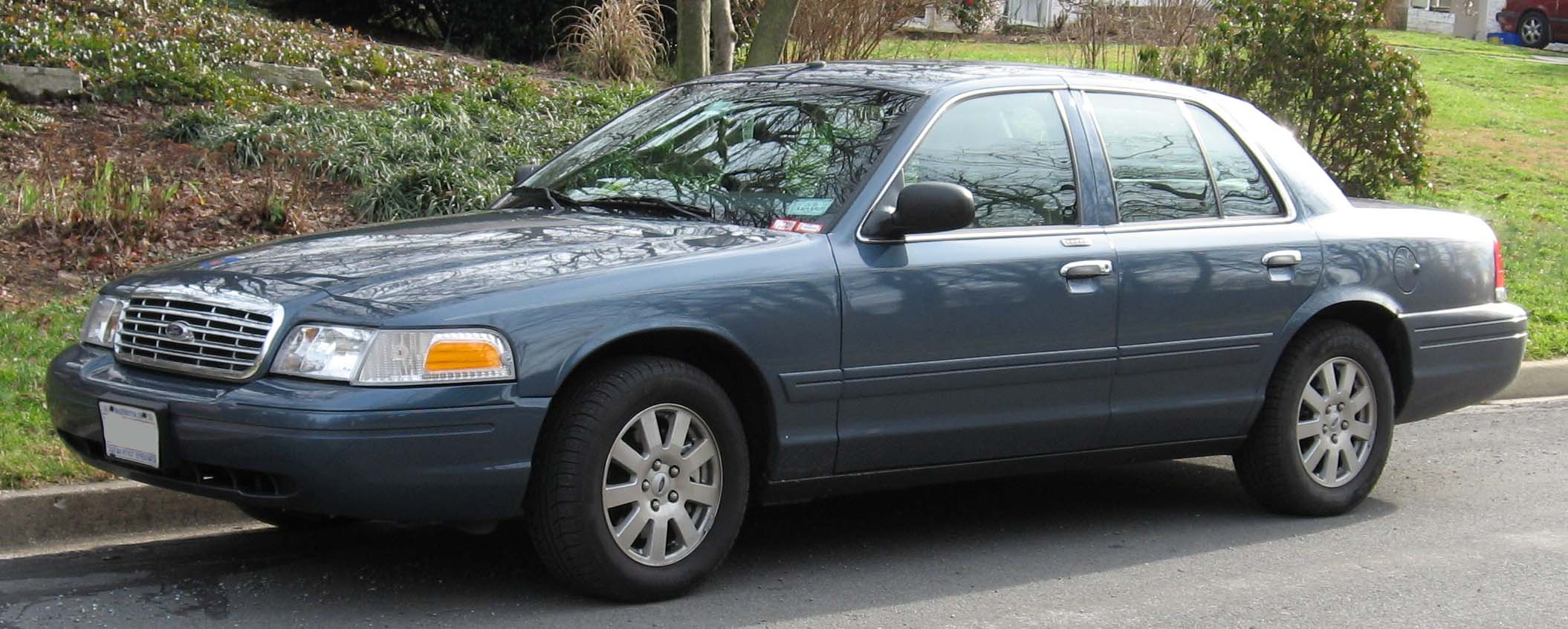
Ford Crown Victoria del 1998-2007

El Ford Crown Victoria és un cotxe fabricat per Ford, molt popular als Estats Units.
Aquest vehicle és força famós gràcies al fet que l'han fet servir els cossos de policia dels EUA i els coneguts taxis de Nova York, Washington, San Francisco...

## Història
El nom "Crown Victoria" va aparèixer el 1955 Ford 1955. Era un coupé 2 portes de sostre dur amb capacitat per a 6 passatgers, que es diferencia del Ford Victoria perquè incorporava una banda d'acer inoxidable que "coronava" el sostre. Aquest model va fabricar-se entre el 1955 i 1956.
Una altra versió on apreix aquest nom va ser en el Ford Crown Victoria Skyliner amb sostre de PMMA, acrylic glass.
El 1979 el Ford LTD passa a ser construït sota la plataforma Ford Panther. La versió de luxe rebia el nom de LTD Landau, però per a 1980, aquesta cambia el nom per LTD Crown Victoria i usa una banda d'acer inoxidable sobre el sostre (la "corona") per emular al model dels anys '50. També el Crown Victoria ha estat una opció per als models Landau des de 1975.
Vegeu: Ford LTD Crown Victoria
El 1983-1991 tots els full size LTD van ser venuts com a LTD Crown Victoria i la versió mid size com a LTD, que compartia la mateixa plataforma Fox de Ford que usava el Ford Mustang d'aquella època.

## Primera generació (1992-1997)
Mides del Crown Victoria:

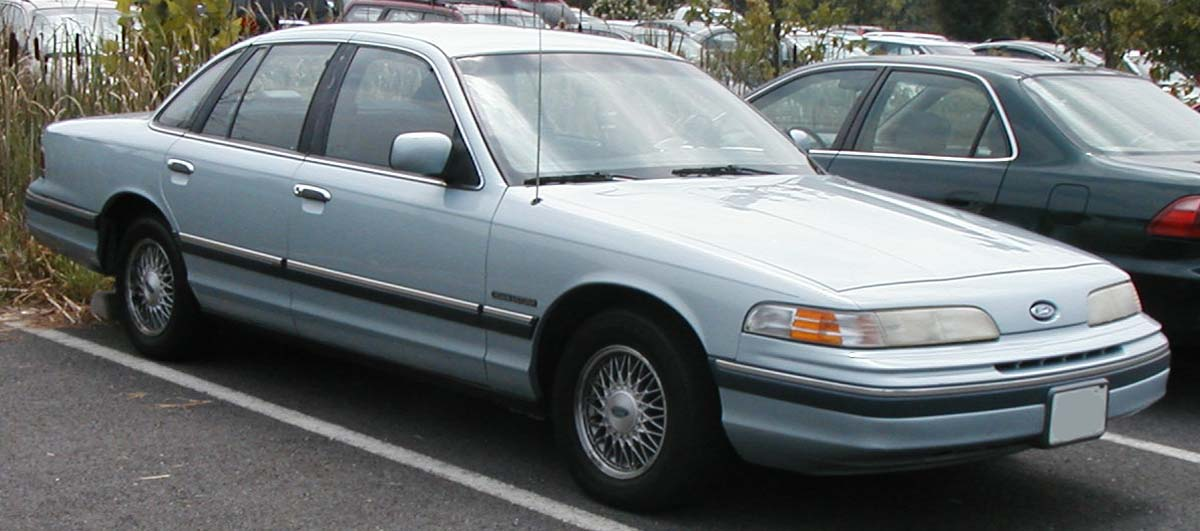
Ford Crown Victoria del 1992-1997

Batalla (Wheelbase): 2,906 m (114.4 in)
Llargada (Length): 5,385 m (212 in)
Amplada (Width): 1,976 m (77.8 in)
Alçada (Height): 1,443 m (56.8 in)
Capacitat del dipòsit: 76 l (20 galons dels EUA)

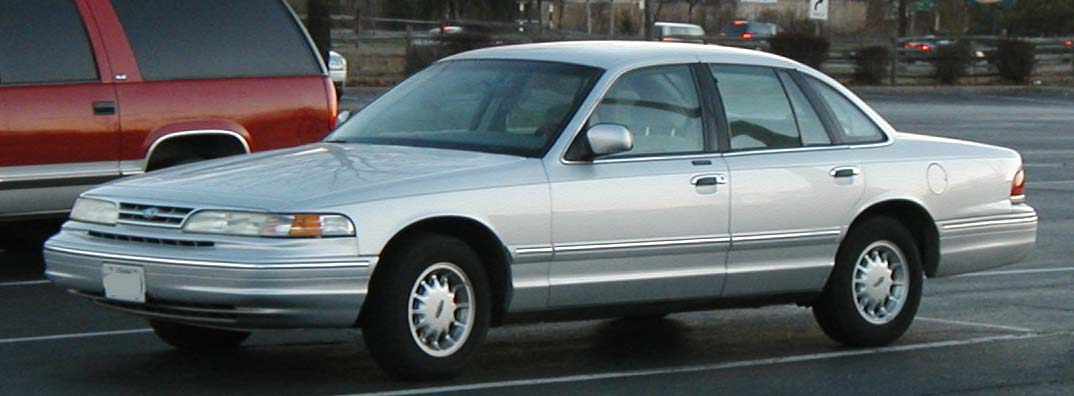
Ford Crown Victoria del 1995-1997

Després de desapareix la designació LT, el Crown Victoria va rebre un disseny completament nou. Amb la capacitat de poder oferir espai per a 6 passatgers, compartia força detalls estètics amb el Ford Taurus i equipava un nou motor, un 4.6L Modular V8. La crítica no li va convèncer aquest frontal del Taurus, i el 1993 se li va modificar la graella, a més d'afegir un reflector entre les llums posteriors. La transmissió que equipa és una automàtica de 4 velocitats AODE.
El 1995 es fa un restyling, amb una nova graella i llums posteriors. Com que el model de la competència, el Chevrolet Caprice va rebre un restyling que no va convèncer el mercat; per aquest motiu, el 1996 va deixar-se de comercialitzar i el Crown Victoria va consolidar-se en aquest segment de mercat. La transmissió és una AR70W de 4 velocitats.

## Segona generació (1998-2007)
Mides del Crown Victoria:

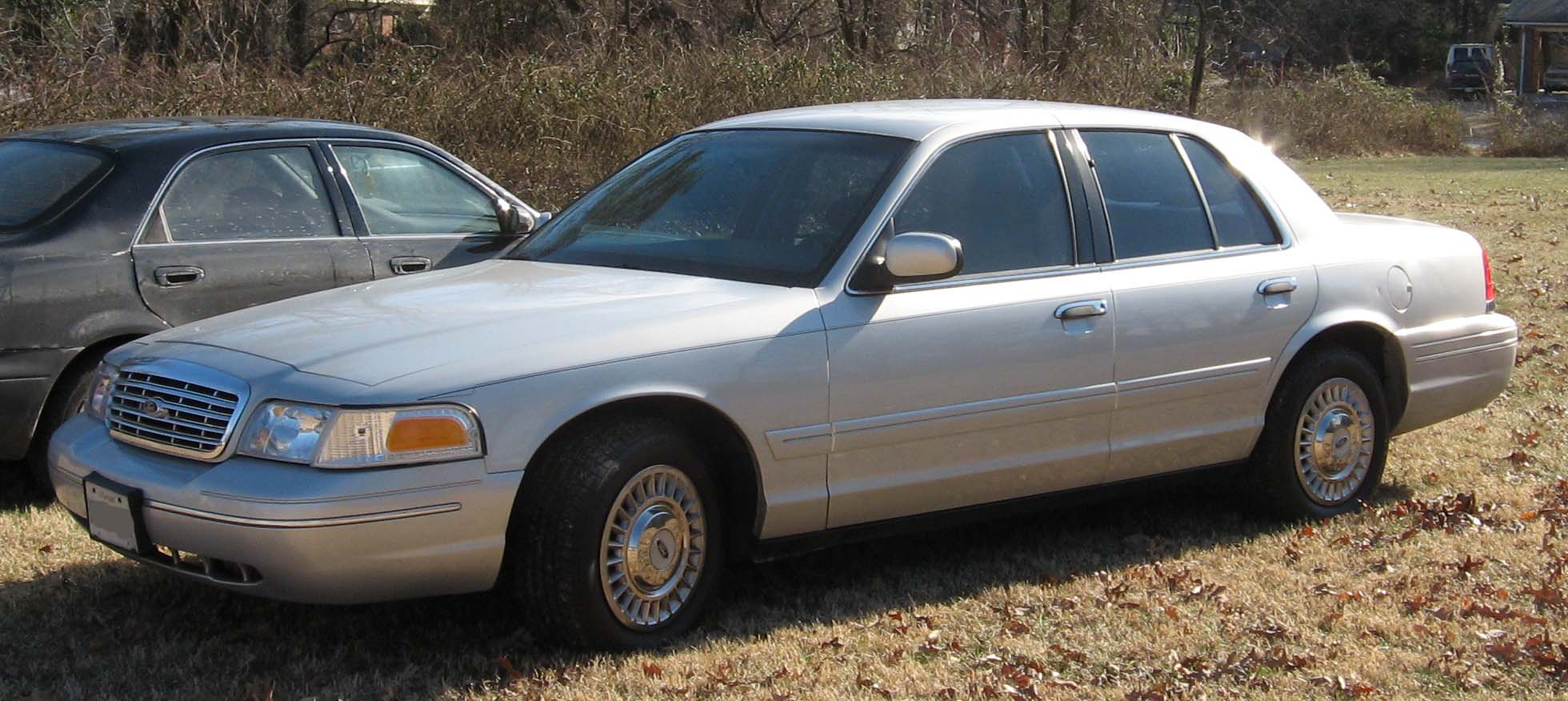
Ford Crown Victoria del 1998-2007

Batalla (Wheelbase): 2,913 m (114.7 in)
Llargada (Length): 5,385 m (212 in)
Amplada (Width): 1,963 m (77.3 in)
Alçada (Height): 1,443 m (56.8 in)
Capacitat del dipòsit: 72 l (19 galons dels EUA)

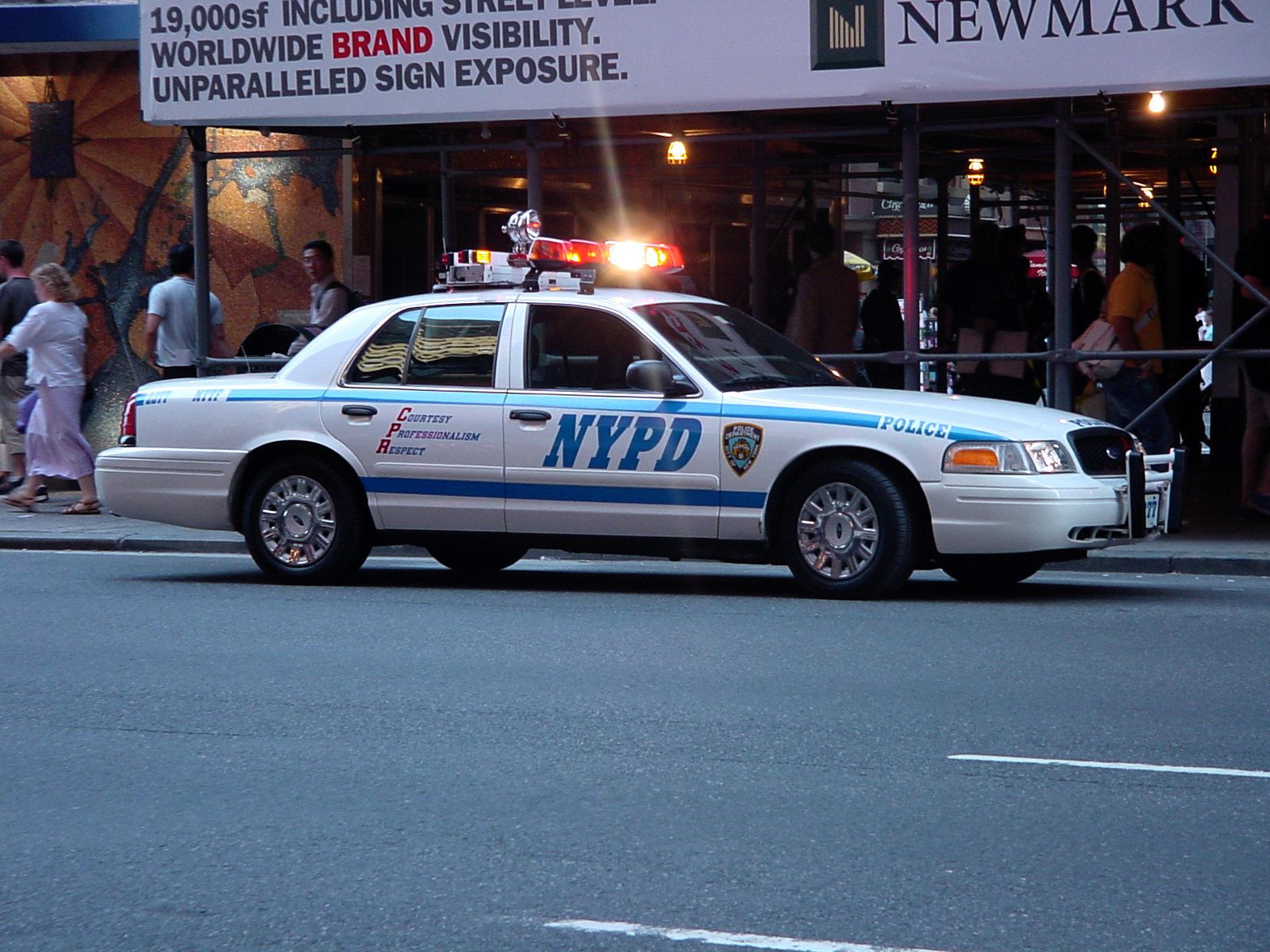
Ford Crown Victoria del departament de policia de Nova York

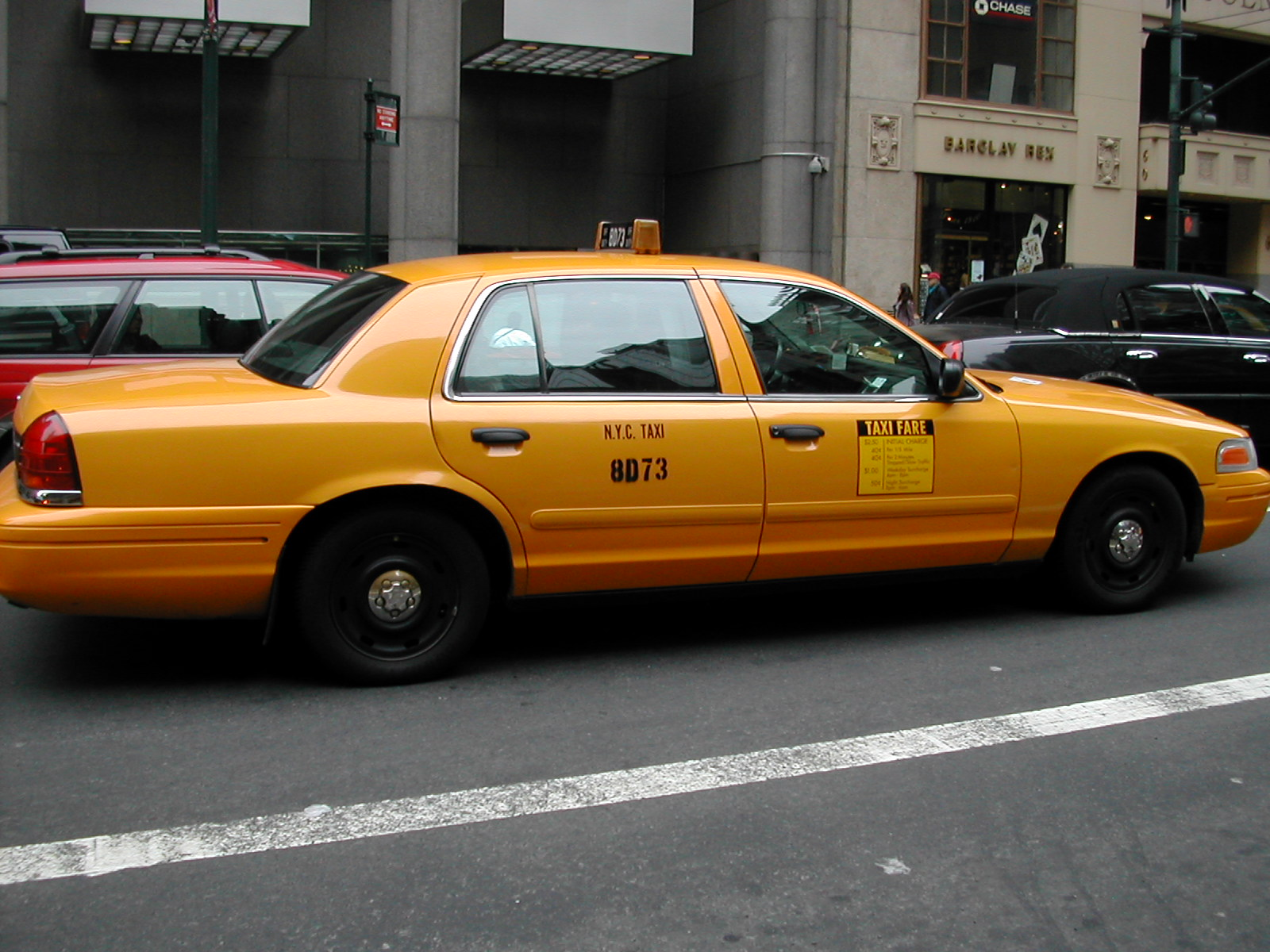
Ford Crown Victoria Comercial (taxi)

Per a 1998 el Crown Victoria rep canvis de disseny, suspensió posterior nova i un nou sistema d'ignició del motor. Els models de 1998 a 2002 inclouen una suspensió 4-link amb Watt's linkage, que permet una millor conducció per carretera però resta capacitat d'arrossegament. El sistema d'ignició és el "coil-on-plug" que usaven els Ford Taurus SHO de 1996 a 1999. El disseny del Crown Victoria està basat en el del Mercury Grand Marquis.
Unitat Inteceptor
Vegeu: Ford Crown Victoria Interceptor
A partir del 1999 es presenta el Police Interceptor, que no era més que el Crown Victoria P71, un model de Ford preparat per a donar-li un ús policial, canviat de nom. Aquest model presenta diferències respecte de la versió civil del Crown Victoria, encara que també podien equipar el paquet Street Appearance per a les unitats camuflades.
2003 en endavant
A partir del 2003 el xassís va rebre un nou disseny amb metall hydroformed. La direcció que equipa ara és de cremallera assistida (quan abans usava el sistema recirculating ball); la suspensió davantera i posterior van modificar-se; la posterior va ser dissenyada de nou perquè tingués una major duració per la versió policial. El motor va modificar-se per donar-li un temps de resposta menor.
Els models del 2005 reben lleugers canvis com un nou volant. A l'any següent la transmissió que equipa és una automàtica de 4 velocitats AR75E.
És DUB especial d'alt rendiment, limitat (30 unitats) paquet d'edició que ofereix la Ford Motor Company. El poder es va incrementar a 450 cv, amb el desplaçament també es va augmentar a 6,5 litres. El torque és la sorprenent xifra de 600 lliures-peu @ 1,600 rpm. La més coneguda de totes les 30 unitats és un model negre a Califòrnia, EUA, amb número de matrícula 7HEU435. Ford assegura un 0-60 mph (0-97 km/h) temps de menys de quatre segons, més ràpid que la primera generació CTS-V de Cadillac i 300C SRT8 de Chrysler. Ford també sosté un pes de 4,300 lliures.
De fet, inclús el model del 2007 el disseny del Crown Victoria segueix sent el mateix que el de 1979: segueix equipant suspensió davantera independent, disseny body-on-frame o la propulsió posterior. Tot i així segueix sent un vehicle popular en els departaments de policía i en els taxis.
Prestacions del Modular V8 per al model 2007:
- Comercial (taxis): 220 cv @ 4800 rpm
- Base (versió civil): 224 cv @ 4800 rpm
- Sport i paquet "Performance & Handling" (versió civil): 239 cv @ 4900 rpm
- Interceptor: 250 cv @ 5000 rpm
- DUB Special: 450 cv @ 5000 rpm

## Controvèrsia amb el dipòsit de benzina
Un mal disseny en el dipòsit de combustible ha produït que els models Ford Crown Victoria, Lincoln Town Car i Mercury Grand Marquis causava que en cas que aquests models rebessin un xoc posterior el dipòsit de gasolina es trenqués, amb el resultat de què la mateixa col·lisió provoqui una ignició de la gasolina. A partir del 2003 Ford va començar a oferir una protecció metàl·lica per a les unitats policials i el 2005 a les limusines Lincoln Town Car.

## Informació mediambiental
El motor del Crown Victoria admet E85 des del 2006.